# Чотириланковий механізм
Чотирила́нковий механ́ізм — це найпростіший кінематично замкнутий механізм, ланки якого здатні рухатися одна відносно одної. Цей механізм складається з чотирьох ланок, кожна з яких скріплена з двома іншими окремими циліндричними шарнірними з'єднаннями. Цей механізм є основою для низки конструкцій, що використовуються у машинобудуванні. Чотириланкові шарнірні механізми широко застосовуються для перетворення рівномірного обертального руху у нерівномірний обертальний (коливний) або у складний плоский рух.

## Основні складові механізму

Типи чотириланкового механізму: s — найкоротша ланка, ℓ — найдовша ланка. На третьому рисунку рівномірний обертовий рух для жодної з ланок неможливий, так як (двокоромисловий механізм), у всіх інших випадках можливий обертовий рух як мінімум однієї ланки, при цьому на першому і четвертому рисунках обертаються по дві ланки (двокривошипний механізм), на першому рисунку ведуча ланка обертається рівномірно, а ведена ланка — нерівномірно

За характером руху в механізмі розрізняють такі типи ланок:
- стійка (станина або рама) — нерухома ланка;
- кривошип (корба) — ланка, пов'язана зі стійкою і має можливість здійснювати обертальний рух на повний оберт;
- шатун (гонок) — ланка, не пов'язана зі стійкою, здійснює складний плоскопаралельний рух;
- коромисло (балансир) — ланка, пов'язана зі стійкою і має можливість коливатися на кут, менший за 360°. Якщо коромисло в механізмі має можливість здійснювати коливний рух по обидві сторони лінії, що сполучає шарніри на стійці, то воно називається двостороннім.

У залежності від ланок, пов'язаних зі стійкою, розрізняють двокривошипний, кривошипно-коромисловий і двокоромисловий механізми.
Одна з основних ланок, до якої прикладений зовнішній силовий вплив, називається ведучою ланкою. Інша основна ланка є веденою, і її рух повністю визначається рухом ведучої ланки.

## Закономірності механізму
Для чотириланкового механізму справедливим є таке правило (правило Грасгофа):
Найкоротша з ланок у чотириланковому механізмі може бути кривошипом у випадку, коли сума довжин найдовшої і найкоротшої ланок не перевищує суму довжин двох інших ланок.